# 호니 쿠에토
호니 쿠에토 오르티스(스페인어: Johnny Cueto Ortiz, 1986년 2월 15일 ~ )는 도미니카 공화국의 야구 선수이자, 메이저 리그 소속의 마이애미 말린스에서 활동하고 있는 투수이다.

## 수상 경력
- 내셔널 리그 올스타 2회 (2014년, 2016년)